# Mesochorus fastuosus
Mesochorus fastuosus là một loài tò vò trong họ Ichneumonidae.